# Tatarovina
Tatarovina este un sat din comuna Pljevlja, Muntenegru. Conform datelor de la recensământul din 2003, localitatea are 6 locuitori (la recensământul din 1991 erau 10 locuitori).

## Demografie
În satul Tatarovina locuiesc 6 persoane adulte, iar vârsta medie a populației este de 63,7 de ani (62,0 la bărbați și 67,0 la femei). În localitate sunt 3 gospodării, iar numărul mediu de membri în gospodărie este de 2,00.
|  |

| Demografie | Demografie | Demografie |
| An         | Locuitori  | Locuitori  |
| ---------- | ---------- | ---------- |
|            |            |            |
|            |            |            |
|            |            |            |
|            |            |            |
| 1948       | 11         |            |
| 1953       | 15         |            |
| 1961       | 20         |            |
| 1971       | 19         |            |
| 1981       | 18         |            |
| 1991       | 10         | 10         |
| 2003       | 7          | 6          |

| \| Componența etnică conform recensământului din 2003[2] \| Componența etnică conform recensământului din 2003[2] \| Componența etnică conform recensământului din 2003[2] \| Componența etnică conform recensământului din 2003[2] \| Componența etnică conform recensământului din 2003[2] \| \| ----------------------------------------------------- \| ----------------------------------------------------- \| ----------------------------------------------------- \| ----------------------------------------------------- \| ----------------------------------------------------- \| \| \| \| \| \| \| \| Sârbi \| Sârbi \| \| 6 \| 100% \| \| necunoscută \| necunoscută \| \| 0 \| 0% \| |             |  |   |      |
| Componența etnică conform recensământului din 2003 |             |  |   |      |
| |             |  |   |      |
| Sârbi | Sârbi       |  | 6 | 100% |
| necunoscută | necunoscută |  | 0 | 0%   |